# 13177 Hansschmidt
13177 Hansschmidt eller 1996 HS11 är en asteroid i huvudbältet som upptäcktes den 17 april 1996 av den belgiske astronomen Eric W. Elst vid La Silla-observatoriet. Den är uppkallad efter den tyske astronomen Hans Schmidt.
Asteroiden har en diameter på ungefär 5 kilometer och den tillhör asteroidgruppen Koronis.